# Eberhard-Karls-Universiteit
De Eberhard Karls-Universiteit Tübingen (Duits: Eberhard Karls Universität Tübingen) is een Duitse universiteit die op 3 juli 1477 werd gesticht in de Zuid-Duitse stad Tübingen. De universiteit telt ruim 28.000 studenten die kunnen studeren aan zeven faculteiten.

## Geschiedenis
Graaf Eberhard im Bart zag in het stadje Tübingen aan de Neckar de kans om een universiteit op te richten. Zijn lijfspreuk Attempto ("ik waag het") werd het motto van de universiteit. Na een bescheiden begin waarin vooral de theoloog Gabriel Biel een grote rol speelde, had de universiteit in de eerste helft van de zestiende een gelukkige hand in de benoeming van professoren. Tot de docenten behoorden de hervormers Philipp Melanchthon en Johannes Reuchlin, de jurist Johannes Sichard, de astronoom Johannes Kepler en de botanicus Leonhart Fuchs. 
Eind zestiende eeuw werd de universiteit protestant. Door de eeuwen heen was de theologische faculteit de kern van de universiteit. Al even consistent is de band met het Evangelisches Stift, het centrale opleidingsinstituut met internaat voor protestantse theologen uit Württemberg. Onder de bekendste juristen vallen in de zeventiende eeuw Christian Besold en in de achttiende eeuw Christian Thomasius te noemen; de laatste zette zich in voor het natuurrecht. De zeventiende-eeuwse astronoom en wiskundige Wilhelm Schickard bouwde de eerste rekenmachine, maar doceerde ook oosterse talen.
De universiteit kreeg in 1769 onder hertog Karel Eugenius van Württemberg haar huidige naam. Na een periode van verval in de achttiende eeuw keert het tij begin negentiende eeuw. Geleerden van naam als Georg Wilhelm Friedrich Hegel, Friedrich von Schelling en de dichter Friedrich Hölderlin wonen in het Stift en lopen college aan de universiteit. De dichters Eduard Mörike en Wilhelm Hauff studeerden in Tübingen, de filoloog Ludwig Uhland doceerde er alsmede de classicus Rudolf Westphal. De theoloog Ferdinand Christian Baur was in de eerste helft van de negentiende eeuw een pionier op het gebied van de tekstkritiek van de Bijbel. Vanaf 1817 is er een faculteit voor katholieke theologie. Professoren als Jürgen Moltmann, Hans Küng en Joseph Ratzinger zijn wereldwijd bekend. Ook de bekende theoloog en verzetsstrijder Dietrich Bonhoeffer studeerde in 1923 aan de Protestantse Faculteit Godgeleerdheid van de Universiteit van Tübingen. 
Intussen maakte de universiteit naam op het gebied van de natuurwetenschappen. Een van de eerste Tübinger Nobelprijswinnaars was de natuurkundige Ferdinand Braun (1909), voorafgegaan door de chemicus Eduard Buchner in 1907. Recenter vallen Georg Wittig (scheikunde, 1979), Hartmut Michel (scheikunde, 1988), Christiane Nüsslein-Volhard (medicijnen, 1995) en Günter Blobel (medicijnen, 1999) te noemen. Tijdens de Tweede Wereldoorlog werd Tübingen nauwelijks getroffen door bombardementen. Begin jaren zestig haalde men de marxistische filosoof Ernst Bloch uit de DDR naar Tübingen. Oud-bondspresident Roman Herzog was hoogleraar rechten te Tübingen. De voormalige bondspresident, de econoom Horst Köhler, studeerde in Tübingen.

## Bekende (oud-)medewerkers
- Anton de Bary
- Paus Benedictus XVI
- Immanuel Fichte
- Léonie de Jonge
- Eberhard Jüngel
- Christiane Nüsslein-Volhard
- Eduard Sievers
- Bob Smalhout